# Paraliparis delphis
Paraliparis delphis és una espècie de peix pertanyent a la família dels lipàrids.

## Descripció
- Fa 12,7 cm de llargària màxima.
- Nombre de vèrtebres: 67.
- Color molt fosc.[5]

## Hàbitat
És un peix marí i batidemersal que viu entre 992 i 1.000 m de fondària al talús continental.

## Distribució geogràfica
Es troba a l'Índic oriental: la costa occidental de Tasmània (Austràlia).

## Costums
És bentònic.

## Observacions
És inofensiu per als humans.